# Albert Brosi
Albert Brosi (* 7. April 1836 in Olten; † 8. Mai 1911 in Solothurn; heimatberechtigt in Solothurn und Mümliswil-Ramiswil) war ein Schweizer Politiker (Liberale).

## Leben
Brosi besuchte das Gymnasium in Solothurn und absolvierte danach ein Studium der Rechtswissenschaften in Genf, Heidelberg und Berlin. Er war 1861 Fürsprecher und von 1862 bis 1874 und von 1882 bis 1911 Anwalt in Solothurn.
Von 1869 bis 1874 und von 1882 bis 1896 sass er im Solothurner Kantonsrat; dazwischen (1875–1896) war er Solothurner Regierungsrat. Dabei hatte er die Departemente Justiz, Inneres, Eisenbahnen, Erziehung und Katasterwesen inne. Bei den Schweizer Parlamentswahlen 1872 wurde er für den Wahlkreis Solothurn in den Nationalrat gewählt. Bei den Schweizer Parlamentswahlen 1875 wurde er als Ständerat gewählt, dem er bis 1881 angehörte. Im Jahr 1881 wurde er wieder in den Nationalrat gewählt, den er 1892/1893 präsidierte und dem er bis 1908 angehörte.
Brosi war unter anderem Präsident der christkatholischen Nationalsynode, Verwaltungsrat der Jura-Bern-Bahn, der Jura-Simplon-Bahn und der Emmentalbahngesellschaft sowie Verwaltungsratspräsident der Papierfabrik Biberist. Brosi galt von 1860 bis 1872 als Führer der «Grauen» (Liberalen); bis zur Vereinigung mit den «Roten» (Radikalen) im Mai 1872. Ab 1882 war er zusammen mit Joseph Wilhelm Viktor Vigier Präsident der «Radikalen Partei der Schweiz».